# Parika
Parika is een havenplaats in Guyana op de rechteroever van de Essequibo-rivier. Het bevindt zich ongeveer 30 km ten westen van Georgetown. De veerboten die de westelijke helft van Guyana met het oosten verbinden, vertrekken vanuit Parika. De plaats ligt in de regio Essequibo Islands-West Demerara. Het had 4.385 inwoners in 2012.

## Geschiedenis
Parika was oorspronkelijk een kleine suikerplantage.
Parika bevindt zich op het westelijk einde van de hoofdweg naar Georgetown. Het is een kleine plaats, maar omdat het toegang geeft tot de westelijke helft van het land is het altijd druk. Parika is vooral bekend door zijn markt waar meer dan 700 handelaren een stalletje hebben. Zondag is de drukste dag op de markt. Parika heeft een middelbare school, een kliniek, een politiebureau, meerdere hotels, en veel winkels en restaurants.

## Transport
In 2020 is begonnen met de verdubbeling van de hoofdweg naar een 2x2 weg.
Aan de Stelling van Parika vertrekken veerboten naar Bartica via Forteiland, Leguan Island, Wakenaam en Supenaam. Auto's moeten minstens twee uur van tevoren worden aangemeld, en krijgen niet gegarandeerd een plek.
Forteiland · Goed Fortuin · Leonora · Met-en-Meerzorg · Parika · Tuschen · Uitvlugt · Vreed en Hoop · Wakenaam · Windsor Forest · Zeeburg